# 柿寄生
柿寄生（学名：Viscum angulatum）为槲寄生科槲寄生属下的一个种。

## 扩展阅读
- 維基物種上的相關：柿寄生